# General Electric J73
Il General Electric J73 era un motore aeronautico turbogetto prodotto negli Stati Uniti dalla General Electric nei primi anni cinquanta.

## Storia

### Sviluppo
Il J73 fu sviluppato sulla base del motore J47, da cui l'iniziale denominazione di J47-21. L'introduzione di elementi innovativi quali l'alloggiamento anulare delle camere di combustione e gli statori del compressore assiale con angolo di calettamento variabile, portarono ad una numerazione separata.

### Tecnica
Il J73 aveva pressoché gli stessi ingombri e punti di attacco del suo progenitore, ma una spinta quasi doppia grazie all'aumentata portata di aria in ingresso ottenuta spostando sotto al motore gli accessori originariamente montati nell'ogiva. Ciò permise di impiegare il J73 sul F-86H Sabre in luogo del J47 usato sulle versioni precedenti dell'F-86.
Fu anche tra i primi motori a montare degli statori con angolo di calettamento variabile, necessari per evitare fenomeni di stallo e surging del compressore assiale.
Un'altra miglioria si ebbe con l'introduzione di un combustore di tipo "tubo-anulare", in cui le 10 camere di combustione  tubolari erano in comunicazione tra di loro all'interno di un rivestimento anulare.

## Velivoli utilizzatori
Stati Uniti
- YF-84J Thunderstreak
- F-86H Sabre